# 耶維紹維采

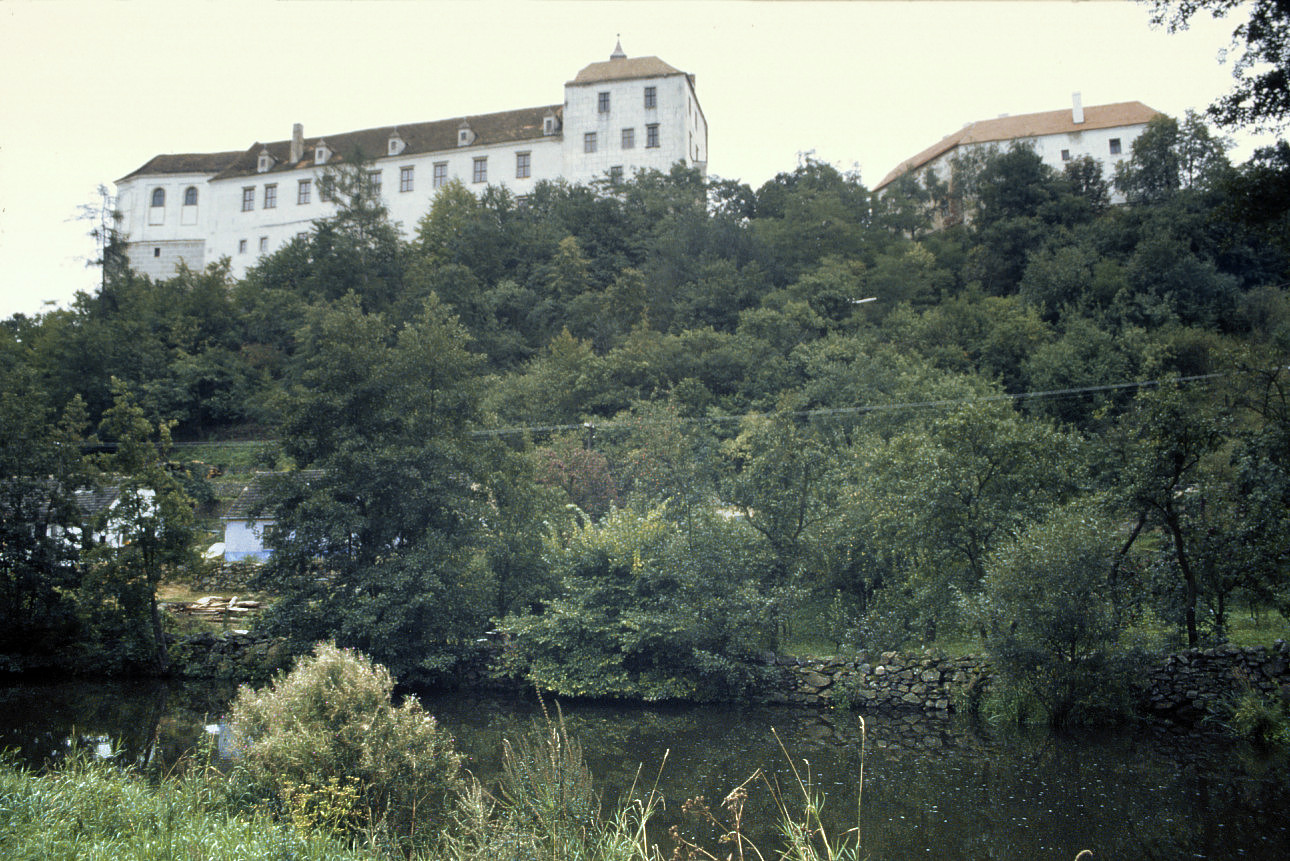

耶維紹維采是捷克的城鎮，位於該國南部，距離茲諾伊莫16公里，由南波希米亞州負責管轄，面積7.86平方公里，海拔高度352米，1.1.2012年人口1,132。

## 外部連結
- Official website （页面存档备份，存于）